# Anastasia și Tatiana Dogaru
Anastasia și Tatiana Dogaru (n. 13 ianuarie 2004) sunt gemeni siamezi cu craniile alipite. La vârsta de trei ani, trebuiau să treacă printr-o serie de intervenții chirurgicale de separare la Centrul medical pentru copii Rainbow din Cleveland, Ohio, dar planurile au fost anulate în august 2007 pentru că procedura ar fi prea riscantă.
Fetele s-au născut la Roma, Italia, într-o familie de români: tatăl Alin, preot catolic, mama Claudia, soră medicală. Ele mai au doi frați: Maria, sora mai mare, și Theodor, fratele mai mic.
Anastasia și Tatiana se dezvoltă normal și vorbesc româna și engleza. Capul Tatianei este atașat de ceafa Anastasiei, astfel încât atunci când se deplasează Anastasia își conduce sora. Anastasia nu are rinichi; rinichii Tatianei funcționează pentru ambele corpuri. Dat fiind modul în care le sunt alipite craniile, surorile nu se pot vedea decât printr-un set de oglinzi.
Când fetele aveau 3 ani, părinții lor au auzit de separarea cu succes a unor siamezi din Egipt și și-au pus speranțe într-o procedură asemănătoare aplicată copiilor lor. Familia Dogaru a zburat în Texas pentru ca starea fetelor să fie examinată. Medicii de la Centrul medical pentru copii Rainbow din Cleveland, Ohio au fost nevoiți să amâne orice intervenție chirurgicală de separare, întrucât sistemul circulator al fiecărei dintre fete este dependent de inima celeilalte, de asemenea unele țesuturi ale creierului ar putea fi comune.